# Loch Coire an Lochain
Loch Coire an Lochain är en sjö i Storbritannien.   Den ligger i kommunen Highland och riksdelen Skottland, i den norra delen av landet, 700 km norr om huvudstaden London. Loch Coire an Lochain ligger 997 meter över havet.  Trakten runt Loch Coire an Lochain består i huvudsak av gräsmarker.